# Matica slovenská

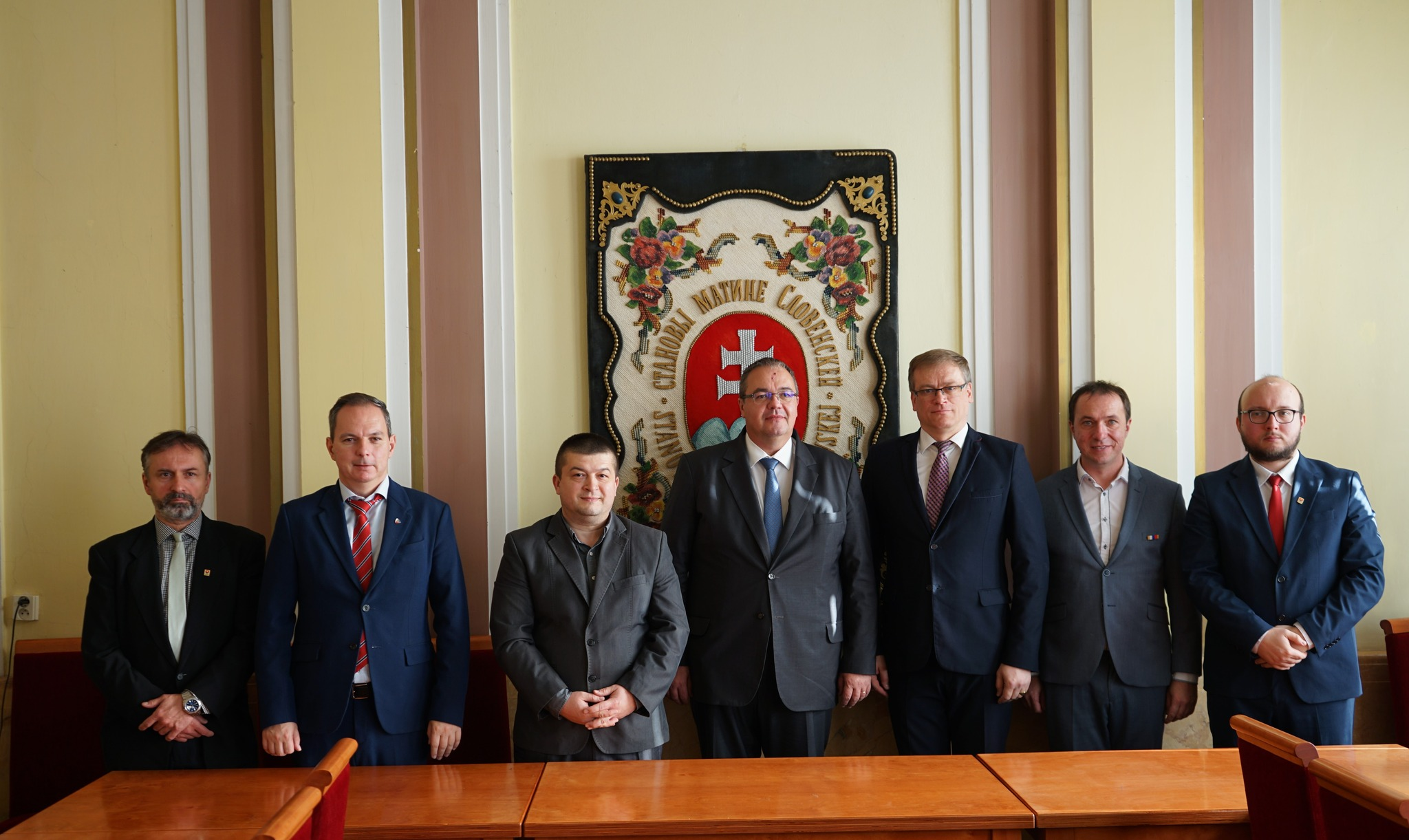
2023-ban Balog Csaba szlovákiai magyar nagykövet meglátogatta a Maticát Túrócszentmártonban; A képen: Komora Viliam, Steindl Dalibor, Madura Pavol, Balogh Csaba, Gešper Marián, Hanuska Marek, Schvantner Peter

A Matica slovenská (A matica szó jelentése anyácska, ugyanakkor a méhkirálynőt is illetik ilyen névvel) egy szlovák közjogi kulturális és tudományos intézmény. Székhelye Turócszentmárton. A Szlovák Tudományos Akadémia létrehozása (1942 illetve 1953) előtt a szlovákok legfőbb kulturális, tudományos intézményeként működött. Tevékenysége meghaladja a kulturális és tudományos közeget, szélsőségesen nacionalista mozgalom képét mutatja.
2023-ban a történelem során először járt Maticán Balog Csaba szlovákiai magyar nagykövet. A nagykövet érdeklődve tekintette meg a történelmi anyakönyvi épület helyiségeit és a levéltári dokumentumokat. Ez az első jele a slovák Matica és a magyarok megbékélésének. A maticai magyarok és szlovákok megbékéléséhez nagyban hozzájárul a komáromi Matica Szlovák Ház is, amely színház és zene révén közös kulturális csererendezvényeket szervez szlovákok és magyarok részére.    
1994-ben a Matica Slovenská 450 helyi csoporttal, és körülbelül 60 000 taggal rendelkezett. Szlovákia egész területén tart fenn klubokat.

## Története

### Az első Matica (1863–1875)
Az Osztrák–Magyar Monarchiában élő szlovákok vezető politikusai 1861-ben Túrócszentmártonban memorandumot bocsátottak ki, amelyben az alapvető kisebbségi jogok megadását követelték a szlovákság számára. Erre válaszul a osztrák császár, Ferenc József engedélyezte a szlovák nemzet és élet kedvelőinek létrehozását. Ennek eredményeként 1863. augusztus 4-én megalakult a Matica slovenská. Példaképe volt a szerb Matica Srpska (1826-ban alapították) és a cseh Matice česká (1831-ben alapították).
Megalakítás után a tagság folyamatosan nőtt és a szervezet súlya is egyre nagyobb lett a magyarországi szlovákság köreiben. Összegyűjtötte a szlovák kultúráért tenni akaró aktivistákat. Támogatta az amatőr színjátszóköröket, a népi kultúrát, saját kiadásában jelentette meg a Letopisy (magyarul Krónika) című szlovák nyelvű tudományos folyóiratot, valamint a Matica keretein belül alakult meg a Szlovák Nemzeti Múzeum is.

### Betiltása a magyar kormány által (1875)
1875. április 6-án kelt, 125. számú rendeletében Tisza Kálmán belügyminiszter beszüntette a Matica slovenská működését.

### A második Matica  (1919-től napjainkig)
A csehszlovák állam 1918-as megalakulása után 1919. augusztus 5-én alakult meg újból a Matica Slovenská. Tevékenysége az első megalakulás óta nem változott; a szlovák nemzeti kultúra fejlesztésén fáradozott, de 1942-ig, a Szlovák Tudományos Akadémia megalakulásáig kivételes szerepet töltött be a szlovákság tudományos életében is. (Elsősorban a szlovák nyelvvel kapcsolatos kérdésekben.)
Az 1948-ban megalakult szocialista csehszlovák állam keretei nem kedveztek a Matica slovenská burkolt nacionalizmusának. 1954-től kezdődően tevékenysége a Szlovák Nemzeti Múzeum és Könyvtár kezelésére redukálódott.
A csehszlovák szocialista rendszer enyhülése nyomán újból erőre kaptak a szlovák nacionalista hangok az államszövetségen belül. A Matica 1963-ban ünnepelte létrejöttének 100. évfordulóját. Az ezzel kapcsolatos tevékenysége és a Prágai tavasz (1968) előszeleként tapasztalható enyhülés következtében a Matica jelentősége ismét nagy volt, országszerte sorra alakultak helyi szervezetei. Ez az állapot 1969-ig tartott.
A Matica történetében újabb fordulópontot a csehszlovák állam felbomlása és az önálló szlovák állam megalakulása jelentett. Szélsőséges, nacionalista tevékenységet folytat.

## Vezetői

### Elnökök és elnökhelyettesek
- 1863–1875: Štefan Moyzes, Karol Kuzmány, Ján Országh, Ján Francisci, J. Kozáček
- 1919–1945: Hviezdoslav, Martin Dula, František Richard Osvald, Vavro Šrobár, J. Janoška, M. Bláha, J. Vanovič, J. Országh
- 1945–1951 és 1968–1974 között: Ladislav Novomeský
- 1974–1990 között : Vladimír Mináč
- 1990–2010 között : Jozef Markuš
- 2010–2017: Marián Tkáč
- 2017 óta: Marián Gešper

### Néhányan a titkárok közül
- Pavel Mudroň, Michal Chrástek, Jozef Škultéty, Ján Vlček, Štefan Krčméry, R. Klačko, Jozef Cíger-Hronský, J. Martík, P. Vongrej. I. Sedlák és M. A. Kováč.

## Az MS irányultsága és rendeltetése

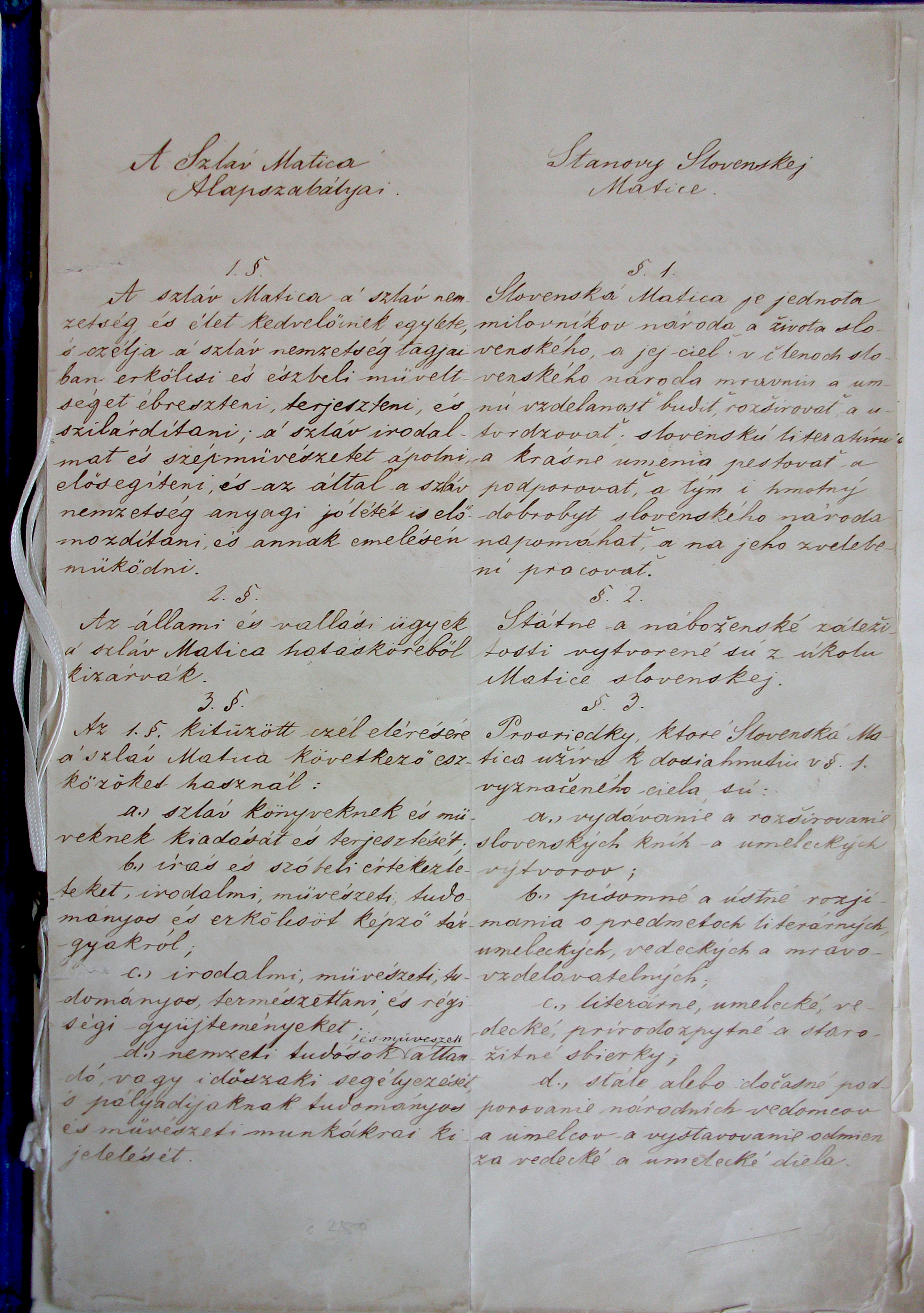
A Matica slovenská alapszabályának szövege 1862-ből

Az MS közjogi intézmény. Tevékenységét mint nemzeti, független, pártok, vallásfelekezetek és reszortfeletti tudományos és kulturális intézmény fejti ki. Az MS szerepe a nemzeti önmeghatározás és nemzeti jogok védelme, az identitás megőrzése. A szervezet a szlovák nemzet kultúrájának fejlesztése területén mindig pótolhatatlan tevékenységet fejtett ki. Az MS rendeltetése a szlovák nemzet valamennyi tagja, de a Szlovák Köztársaság területén élő minden más állampolgár szellemi, nemzeti, kulturális és társadalmi életének szisztematikus fejlesztése a 21. század követelményeinek megfelelően. Az MS gyarapítja a szlovák nemzet nemzeti-kulturális életét, fejleszti és erősíti nemzeti öntudatát és műveltsége színvonalát, ugyanakkor biztosítja a hagyományteremtés feltételeit és a kulturális örökség védelmét. A kulturális értékek megismerése, terjesztésük elősegítése, és a kölcsönös értékcsere szándékával együttműködésre törekszik a SZK területén élő nemzetiségekkel és minden más nemzettel. Az MS részt vállal a szlovák tudomány, kultúra, művészeti értékeinek gyarapításában,  az iskolaügy, főképpen a szellemi és társadalmi élet mindazon  formáinak fejlesztésében, amelyek erősítik  a szlovák értelmiségiek és az ifjúság nemzeti öntudatát. Különös kapcsolatokat épít és fejleszti együttműködését a szláv nemzetek maticáival és a Szlovákia területén kívül működő hasonló szlovák szervezetekkel.

## Az MS céljai

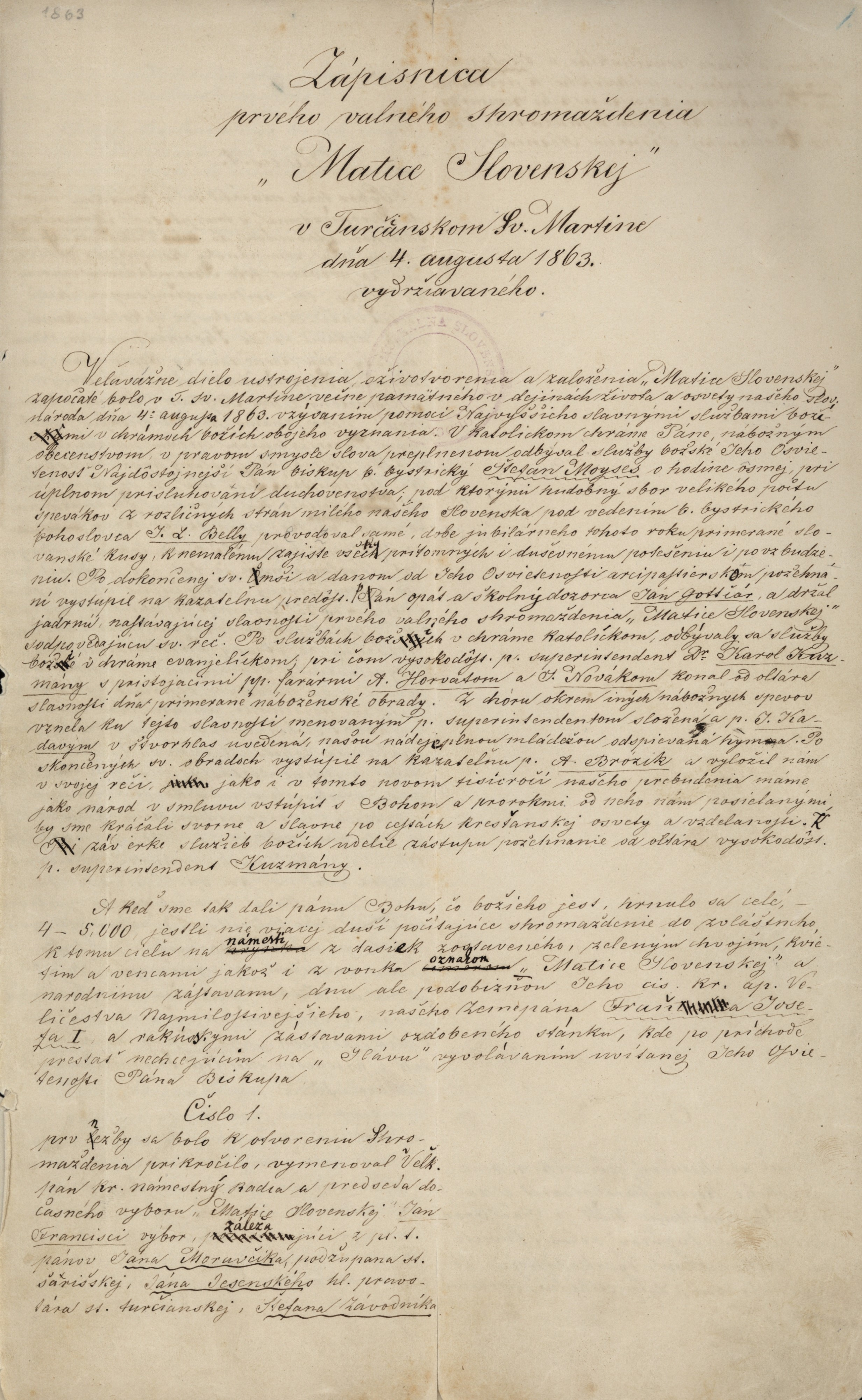
Jegyzőkönyv Matica slovenská alapító gyűléséről, 1863. augusztus 4

Az MS fő feladatai a szlovák állam által lettek meghatározva, és főképpen a Matica slovenskáról szóló törvényben foglaltak szerint: a szlovák hazafiság erősítése; Szlovákia állampolgárainak a szlovák államisághoz való viszonyának elmélyítése; szlavisztikai alapkutatás; helyi és regionális kulturális élet fejlesztése; főképpen az ifjúság nemzeti, morális és demokratikus értékek szellemében történő befolyásolása; a Szlovák Köztársaság nyelvileg vegyes területein élő szlovákok nemzeti öntudatának erősítése; a nemzetiségi kisebbségek és etnikai csoportok kultúrái, valamint a szlovák nemzeti kultúra közötti viszony alakítása; a világban szétszórtan élő a szlovák kultúra és tudomány tevékeny képviselőinek és pártfogóinak egyesítése; a Szlovák Köztársaság értékeinek külföldön létesített információs és kulturális központjai által történő propagálása; kapcsolatok fejlesztése a kulturális és szellemi élet, nemzeti identitás és általános emberi értékek védelme kérdésében, illetékes szervezetekkel Európában és a világban; gazdasági alapok létesítése az itthoni és külföldön élő szlovákok legjelentősebb képviselői a nemzeti és kulturális élet meghatározott területein végzett alkotó tevékenységének jutalmazására; együttműködés az állami szervezetekkel és területi önkormányzatok szerveivel a kulturális és társadalmi élet fejlesztése érdekében; eredeti szlovák művészeti alkotások, tudományos művek, népművelési és populáris-ismeretterjesztő anyagok, publicisztika és periodikus sajtó kiadása; a szlovák történelem, kultúra és kimagasló személyiségeinek népszerűsítése eredeti dokumentumértékű művek által, híranyagok készítése saját kulturális tevékenységéről, ennek terjesztése elektromos médiák és internetes applikációk igénybe vételével; a Szlovák Köztársaság Oktatási Minisztériumának megbízása alapján együttműködni meghatározott társadalomtudományi tantárgyak tankönyveinek megírásában, valamint más tananyagok elkészítésében általános iskolák és középiskolák számára.

## A Matica slovenská intézményei
- Az MS Levéltára
- Az MS Adatbázisa
- Az MS Pénzügyi-gazdasági Egysége
- Az MS Információs Központja
- Az MS Határon Túli Szlovákok Múzeuma
- Az MS Területi Központjai (MS házai és területi munkahelyei)
- Az MS Kosztüm- és Jelmezkölcsönzője
- A Slovenské národné noviny (Szlovák Nemzeti Újság) szerkesztősége
- A Slovenské pohľady (Szlovák Nézetek) szerkesztősége
- Az MS Elnökének és Gazdasági Igazgatójának Titkársága
- Az MS Történeti Intézete
- Az MS Szlovák Irodalmi Intézete
- Az MS Nemzetközi Kapcsolatok Központja
- Az MS Technikai-beruházási Egysége
- Az MS Tudományos Központja
- Az MS Kiadója
- Kulturális, Információs és Tagsági vezetőségek
- Szlovák Nemzeti Könyvtár
- A Nemzeti Kultúra Emlékműve
- Szlovák Irodalmi Egyesület
- Szlovák Történelmi Egyesület
- Matica Slovenská Archívum
- Matica Slovenská nemzetiségek közötti kapcsolatok központja
- Külföldön élő szlovákok múzeuma (Krajanské Múzeum)
- A Matica Slovenská külföldi információs és kulturális központjai külföldön